# Cantone di Monein
Il Cantone di Monein era una divisione amministrativa dell'arrondissement di Oloron-Sainte-Marie.
È stato soppresso a seguito della riforma complessiva dei cantoni del 2014, che è entrata in vigore con le elezioni dipartimentali del 2015.
Comprendeva i comuni di:
- Abos
- Cuqueron
- Lahourcade
- Lucq-de-Béarn
- Monein
- Parbayse
- Pardies
- Tarsacq